# Henri Mignot-Bozérian
Pour les articles homonymes, voir Mignot et Bozérian.
Henri Albert Mignot-Bozérian est un homme politique français né le 4 juillet 1878 à Cloyes (Eure-et-Loir) et mort le 6 octobre 1938 à Autheuil (Eure-et-Loir).

## Biographie
Après ses études au lycée de Vendôme, il s'installe agriculteur à Autheuil dont il devient l'élu municipal en 1905 et le maire en 1908. Il est également élu conseiller d'arrondissement de Cloyes-sur-le-Loir. 
Il est député d'Eure-et-Loir, circonscription de Châteaudun, de 1912 à 1924, inscrit au groupe de la Gauche démocratique. Il est membre de la Commission de l'Armée en 1913 lors du vote de la loi Dalbiez, dite « Loi des trois ans », fonction qu'il conserve durant toute la XIe législature (1914-1919). C'est à ce titre qu'il rédige en novembre 1916 un rapport sur les auto-mitrailleuses et les auto-canons. Secrétaire de la Chambre en 1917-1918, il se fait le défenseur des agriculteurs et des commerçants.
Il est inhumé au cimetière de Cloyes-sur-le-Loir.

## Sources
- « Henri Mignot-Bozérian », dans le Dictionnaire des parlementaires français (1889-1940), sous la direction de Jean Jolly, PUF, 1960 [détail de l’édition]